# 北京市第八中学
北京市第八中学，简称北京八中，是北京市西城区的一所公立普通高级中学。北京八中是北京市重点中学、全国教育战线先进集体、北京市示范高中。
北京八中的前身是建于1921年的北平私立四存中学和建于1947年的北平市立八中。1949年，四存中学与北平八中合并，更为现名。

## 历史
北京八中的前身是1921年成立的四存中学和1947年建立的北平八中。
中华民国大总统徐世昌1919年到博野县北杨村瞻仰颜元故居，认为颜李学说可以富国强民。1920年即在北京组织了"四存学会"，并在府右街筹备建立了一所"四存中学"。1921年，四存中学创建，四存之名来自校训“存学、存性、存仁、存治”。1922年，由"四存学会"拨银2800元作为建筑费，在博野县北杨村创一所小学，徐世昌命名为"四存小学"。1923年，"四存学会"又拨款800元招生开学。嗣后，徐世昌每年拨银元800成为定制。张荫梧作为四存学会博野分会的会员，他在执掌北京市长期间大力捐助，组织四存学会旅京的博野会员成立北杨村学务委员会（后改为校务董事会），亲任主席，募捐资金，扩展校务，将"四存小学"增设中学，1929年改为"四存中学"，还兼任校长。
四存中学是当时北平的重点学校，1936年的全市语文统考中，四存中学包揽了前6名；在全市中学各科统一会考中，亦得到了优异成绩。为此，张学良向四存中学赠给写有“会我以文”四字的银杯。
1949年，四存中学与北平八中合并，改为现名。1951年，校址迁至按院胡同。1984年，被上级确定为进行全面教育改革的试点校。抗美援朝战争中，北京八中的表现使之得到中国共青团的奖励。

### 校址
1951年，校址迁至按院胡同。1992年起，北京八中按照金融街的建设规划，开始新校舍的建设。1999年，初中部迁至西便门。高中部仍留在原址。2000年，金融街新校舍竣工，高中部进驻。

## 校舍与设施
初中部、高中部教室内均有多媒体教学设备、空调和环保黑板。

### 本部（原高中部）
校园有主楼、综合楼和架空操场三座建筑。

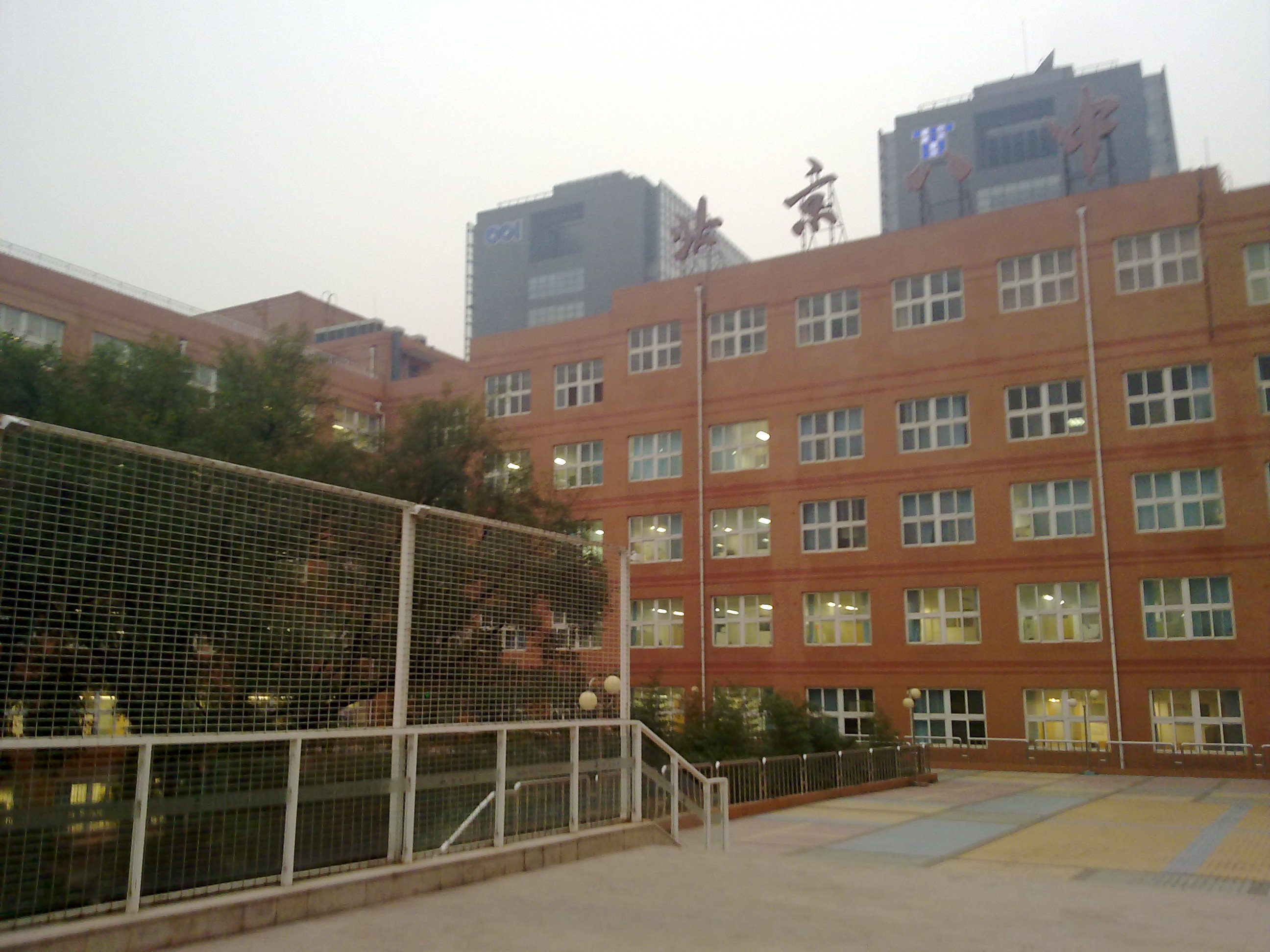
主楼

主楼地上六层，地下一层，包括高一至高三年级及少儿班教室、教师办公室、12间标准实验室、3间计算机房、4间语言教室、5间通用技术教室、各专业教室、阶梯教室、演播厅、阅览室等，顶层有天文台和生物组织培养中心。
综合楼包括室内篮球馆、学生食堂、教师食堂、学生宿舍等，地下为标准游泳馆。北京八中体育馆是2008年夏季奥林匹克运动会蹦床训练场馆，北京八中游泳馆是2008年夏季奥林匹克运动会游泳训练场馆。时任校长台峰曾担任北京奥运会火炬接力火炬手。

#### 高架操场

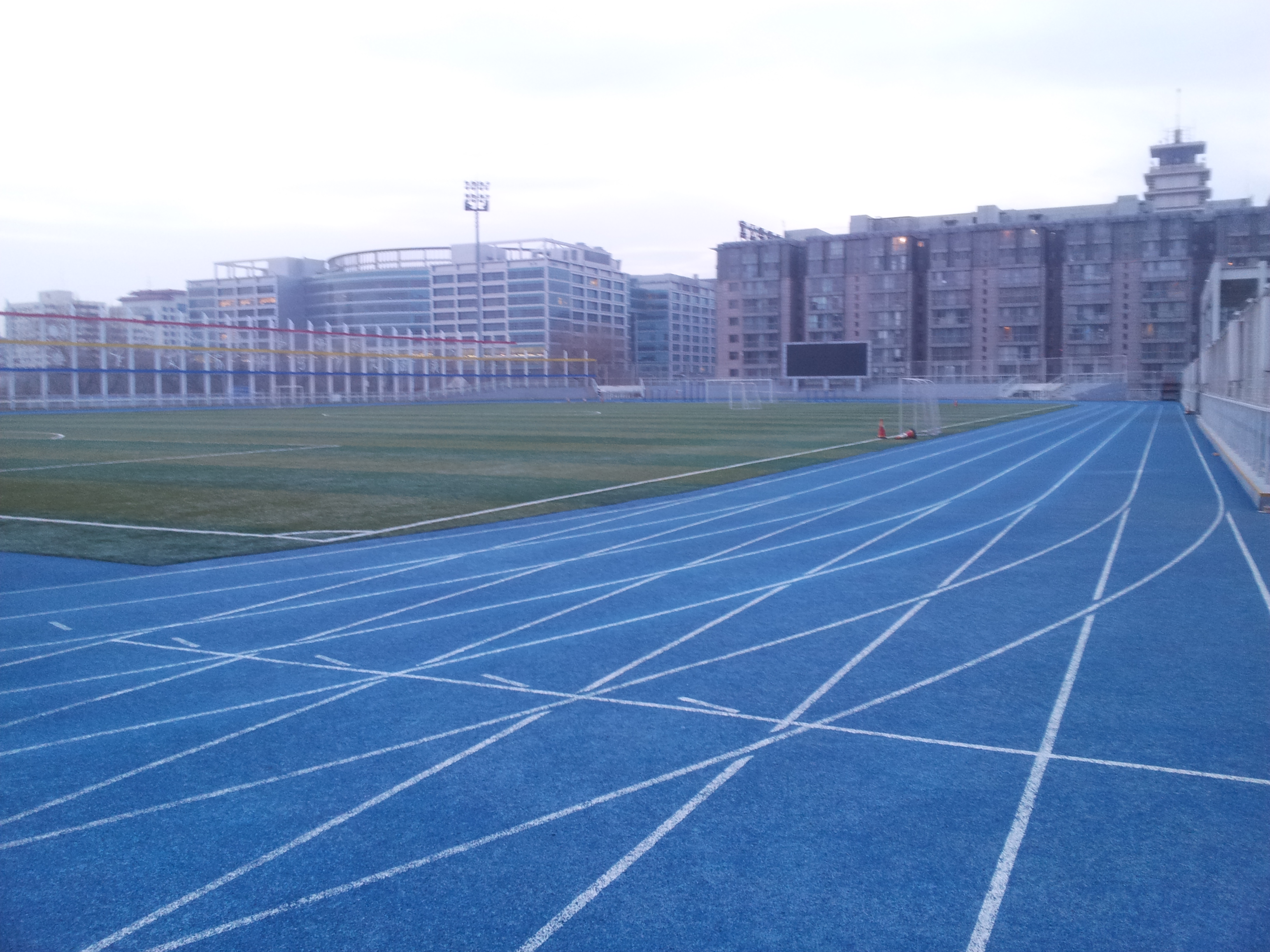
高架操场

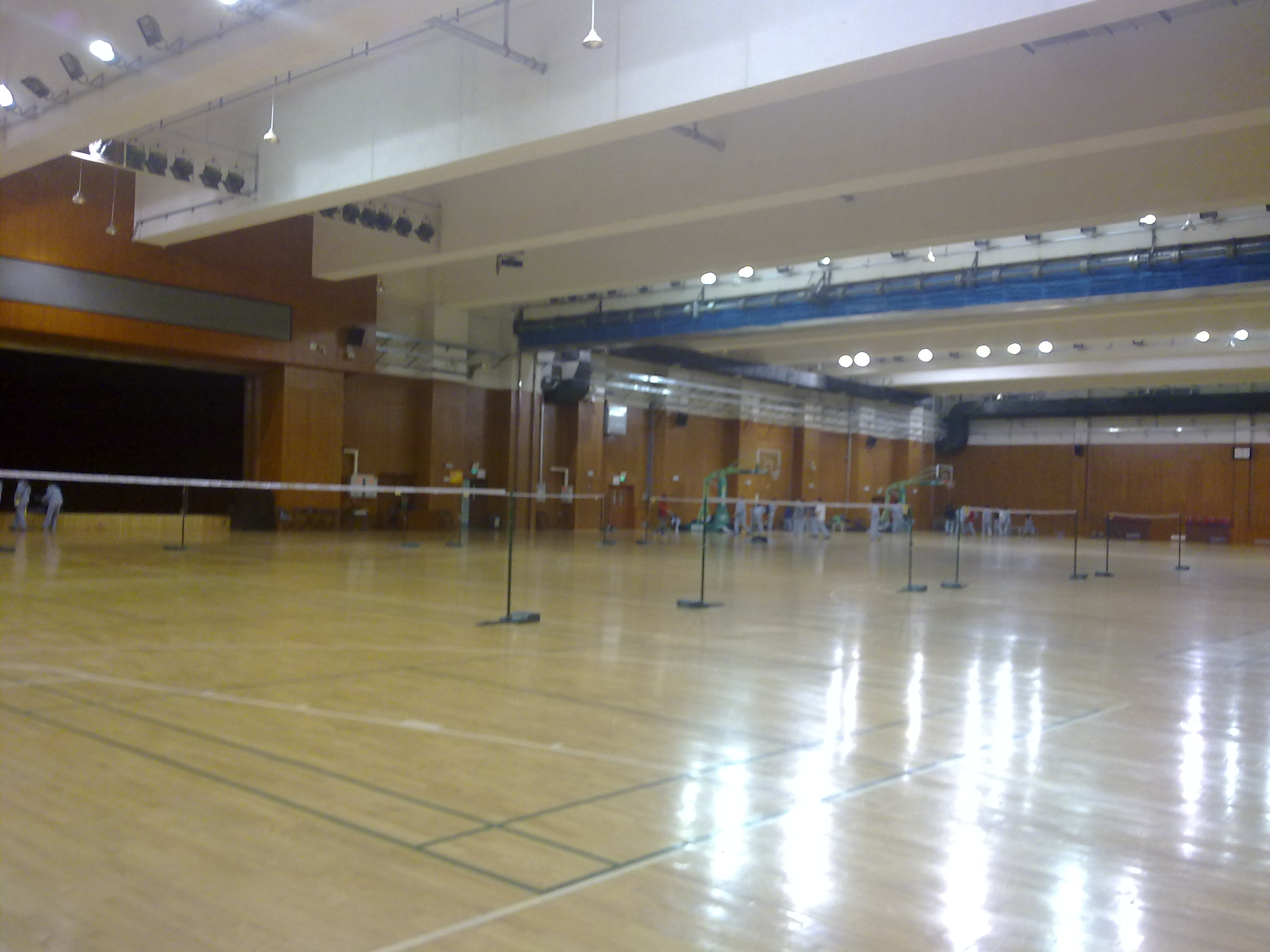
地下篮球馆

2006年起， 西城区政府和北京八中斥资9500万元人民币兴建起北京市第一个标准高架操场，并可调节成可容纳4000人的大会议厅。2007年底，该设施部分投入使用。2008年5月，全工程竣工。地上两层，地下一层，包括二层的标准400米跑道、田径场和足球场、地下篮球羽毛球馆（兼作会议厅）、地下跑廊等设施；操场与主教学楼通过走廊连接。

#### 校史馆
2011年，北京八中为迎接建校90周年校庆，在架空操场地上一层北侧原地上停车场处，建设八中校史馆和报告厅。该项目实际建筑面积1921平方米，投资500万元。同时该项目还包括展廊、美术鉴赏室、心理辅导室、电子琴教室、音乐教室和教室办公室等附属用房。该工程2011年四月开工，十月实体竣工。2012年六月前后，原位于教学楼中的音乐、美术教室设施迁入，相应教室投入使用。

### 西便门东里校区（原初中部）

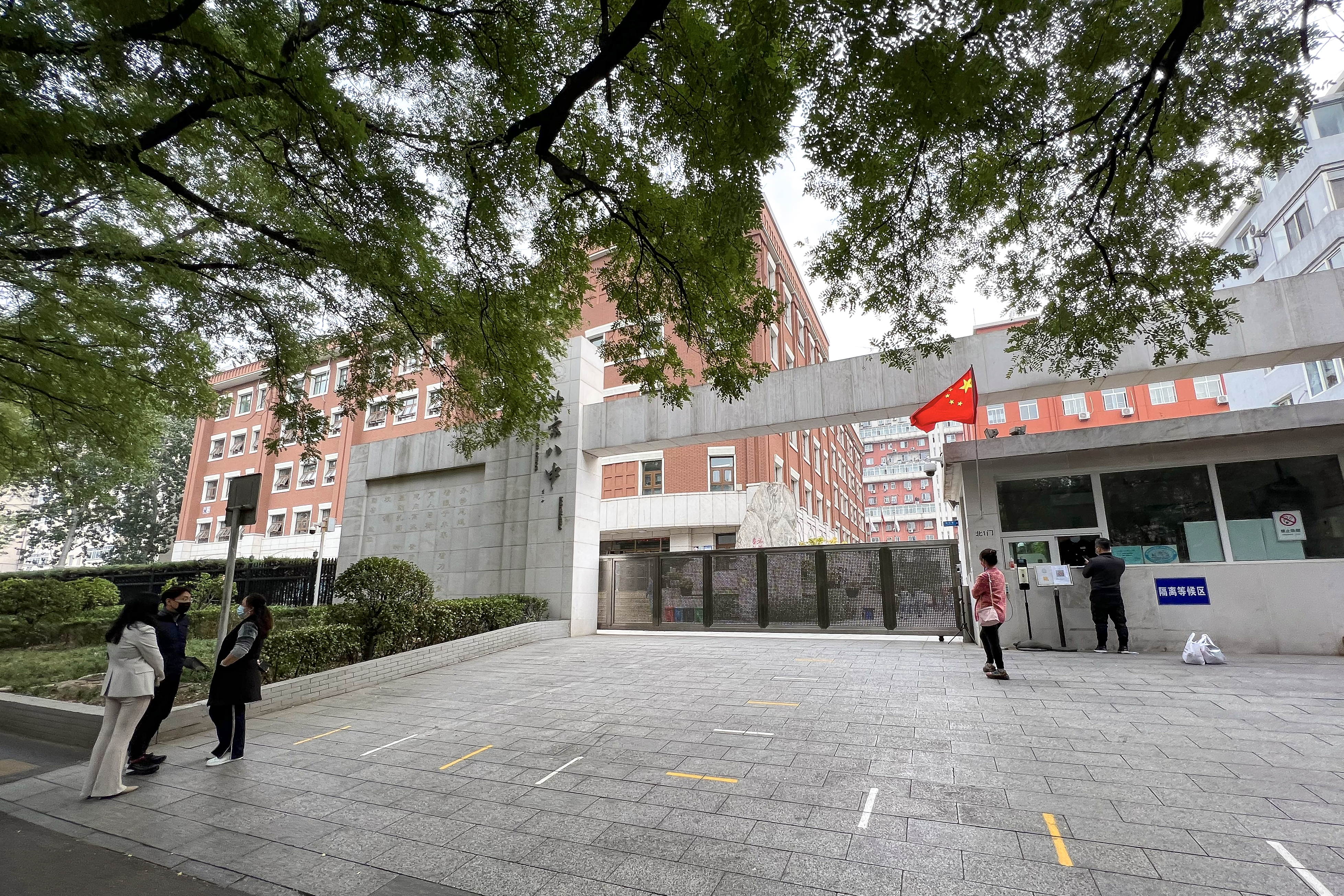
北京八中西便门东里校区

于1999年由高中部本部迁至现址，校园占地面积12000平方米；校舍面积14635平方米，操场占地5125.5平方米。有东西两教学楼，西楼于2004年由原建国客栈改建。东楼地上五层，地下一层，包括初一、初二两年级的教室、教师办公室、实验室、计算机房、阅览室、图书馆、各专业教室、阶梯教室（多功能厅）、心理健康服务中心、管弦乐团与合唱团的排练厅等，地上六层有录课教室，地下一层有学生食堂和教师食堂；西楼地上六层，地下一层。包括初三年级的教室、教师办公室、乒乓球馆、学生宿舍、淋浴间、更衣室等，地上六层有学生食堂。

### 其他校区

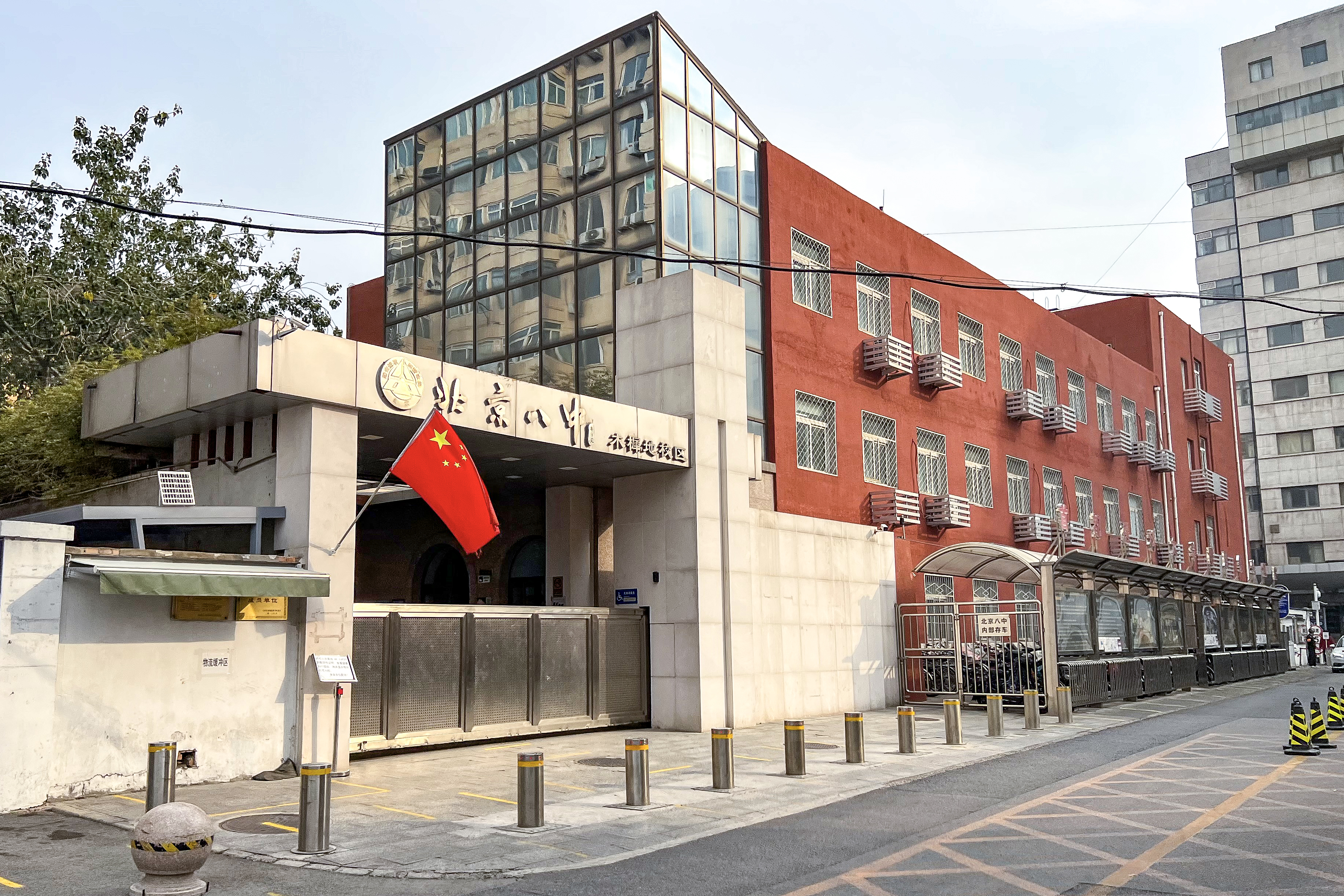
北京八中木樨地校区，最初为三十三中

除此之外，還有百萬莊校區（原154中學）、木樨地校區（原三十三中/八中分校）和白雲觀校區（原八中分校）。

## 办学理念
北京八中的培养目标是“着眼于未来，着力于素质，培养志向高远、素质全面、基础扎实、特长明显的一代新人”。其口号是“今天我以八中为荣，明天八中为我骄傲”。
1986年，学校制定并试行“北京八中学生素质大纲”，施行素质教育。北京八中在全国首先实行“校长责任制”和“结构工资制”。

## 超常教育
北京市第八中学1985年创办少儿班，全称超常儿童教育实验班。初期每两年招一届，2004年，少儿班改为一年一届招生。
每年，年龄在10周岁左右的小学四年级学生便可报考少儿班。少儿班选拔考试在每年5月举行，经过严格的选拔，最终挑选不超过35名的精英组成一届少儿班。考入少儿班的学生将在4年时间内完成自小学五年级到高中三年级的全部课程。其中，小学课程采用学生自学的方式学习，不在课堂上集中教授。少儿班不面临文理分科，高中阶段统一学习理科课程。
少儿班建立初期由于教学设备有限，前两年在初中部上课，后两年在高中部上课。后少儿班集体迁至高中部教学楼六楼，在高中部完成四年学业。少儿班与普通高中班共享一部分硬件设施，多数教授少儿班的教师也会接管普通高中班的教学课程。经过4年的学习，少儿班学生在13-15周岁于少儿班毕业，参加高考；部分特别优秀的同学可以申请在修满3年时参加高考；考得不理想的高分同学可选择复读一年。
1992年北京八中关于“超常儿童的鉴别和教育”的课题获得了北京市“七五”教育成果一等奖；1999年北京八中获得北京市首届基础教育教学成果特等奖，同年获得教育部颁发的全国第二届教育科学优秀成果二等奖。

## 国际部
北京八中是北京市较早对外开放的中学，有很好的国际化教育传统。2010年成立了“出国管理服务班”。2012年获得招收外籍学生的资质，2013年，经北京市教委批准，与美国田纳西州蒙哥马利贝尔中学合作，举办了中美高中课程合作项目。
该项目教学课程由中方普通高中新课程（必修课和选修课）、AP课程（包括AP微积分AB、AP微积分BC、AP物理B、AP物理C、AP化学、AP心理学、AP计算机科学、AP微观经济学、AP宏观经济学、AP统计学、AP生物、AP英语语言和写作等）、美国高中基础课程（综合英语、英语语言和写作等课程）、国际精英课程（SDP和Colloquy）组成。
本课程班的最大特点是基于我校丰富的课程文化与成熟的组织排课经验，融合AP课程的先进教学理念，优化课程结构，形成中西方教学理念交融、教学内容互补、双方都能充分发挥各自的学科优势、形成富有特色的课程体系的局面，为学生和教师向国际化方向发展，为培养更多心系祖国、胸怀天下、会通中西、学贯文理、个性自由而全面发展的合格人才奠定良好的基础。

## 文化活动
北京八中设立有“科技节”、“艺术节”、“体育节”，还有辩论赛、英语话剧比赛、才艺展示、歌咏比赛等多项活动。北京八中亦组队参加青少年创新大赛、北京科技俱乐部评议活动、业余电台竞赛、电脑机器人竞赛、科技英语竞赛、计算机程序设计竞赛、车模竞赛、电子制作竞赛、科幻画竞赛以及少年电子技师考试等。

## 对外交流
北京八中是第一批对外开放的重点学校之一，是联合国教育、科学及文化组织俱乐部成员校，与42个国家与地区有文化交流和互访，包括英国、意大利、澳大利亚、新加坡、日本、法国、美国、德国、瑞典、俄罗斯、秘鲁、香港等。

## 纪律与奖项
北京八中实行行为分制度，违反校规校纪者将扣除行为分，表现良好、在校外活动中有优异成绩者可加行为分。各班有行为分自治权，可自行制定与其实际情况相应的行为分制度。现设有特优生和希望之星两项最高荣誉，前者为表彰全面发展、素质优秀的学生，后者则强调在某一方面有突出的专长。

## 历届校长
- 齐树楷，1921-1937
- 段西侠，1949
- 朱学，1950-1955
- 晋劲敏，1955-1958
- 阎伯铭，1958-1959
- 王少勋，1959-1961
- 陶希廉，1961-1963
- 华锦，1964-1966
- 龚汝胜，1971-1972
- 陈秀云，1972-1981
- 马文俊，1981-1984
- 陶祖伟，1984-1992
- 尹小凤，1988-1994
- 龚正行，1994-2005，现任名誉校长
- 台峰，2005-2011
- 王俊成 2011-

## 著名校友
- 林家翘，物理学家，1927年毕业。1947年起任教於麻省理工學院數學系，歷任副教授、教授，最後以「學院教授」身份榮譽退休。 [7]
- 梁守磐，火箭科学家，1927年毕业。[7]
- 吴允增，数学家，1937年毕业。[7]
- 邓稼先，两弹元勋，1939年毕业。中国核武器事业重要的开拓者与奠基人。 [7]
- 谢辰生，文物鉴定专家，1940年毕业。[7]
- 侯一民，画家，第三代和第四代人民币图案设计者，[8]1941年毕业。[7]
- 贾春旺，中华人民共和国最高人民检察院检察长，1958年毕业。[7]
- 许永跃，中华人民共和国国家安全部部长，1960年毕业。[7]
- 卢元镇，体育社会学家，1960年毕业。[7]
- 周小川，中国人民银行行长，1966年毕业。[7]
- 陳小魯, 1966年畢業。
- 郑也夫，社会学家，北京大学教授, 1968年毕业。
- 陈子明，异见人士, 1968年毕业。
- 沈祥福，足球教练，1972年毕业。[7]
- 老狼，歌手，1987年毕业。同北京四中毕业的高晓松一道成为中国校园民谣的代表人物。 [7]
- 董倩，央视主持人，1990毕业。[7]
- 尹希，物理學家，哈佛大学教授, 1996年毕业。[7]
- 杨沛宜，中国女歌手，2019年毕业。[7]